# Gustav Simon (politico)
Gustav Johannes Simon (Saarbrücken, 2 agosto 1900 – Paderborn, 18 dicembre 1945) è stato un politico tedesco, funzionario del partito nazista, Gauleiter del Gau Moselland dal 1931 al 1945 e, dal 1940 al 1942, a capo dell'amministrazione civile nel Lussemburgo occupato. Fu soprannominato Il fungo velenoso di Hermeskeil.

## Biografia

### Primi anni
Il padre di Gustav fu un funzionario ferroviario. I suoi genitori coltivarono dei piccoli appezzamenti terrieri sull'Hunsrück. Simon frequentò la volksschule a Saarbrücken, e si formò come insegnante a Merzig. Sebbene abbia superato gli esami per l'insegnamento, non fu in grado di assicurarsi un posto da insegnante. 
Fu impiegato come assistente ferroviario a Hermeskeil e come spedizioniere doganale dal 1920 al 1922. Conseguì la maturità, in seguito studiò economia e giurisprudenza all'Università Goethe di Francoforte dal 1922 al 1925, progettando di diventare insegnante. Nel 1923, ancora studente, Simon entrò a far parte di un völkische Hochschulgruppe a Francoforte e quell'anno fu eletto alla carica di Presidente.

### Carriera del partito nazista
Nel 1924, quando il partito nazista fu bandito dopo il fallito Putsch di Monaco, si unì al Partito Nazionalsocialista per la Libertà, un'organizzazione nazista. Dopo la rifondazione del partito nazista, Simon vi si unì il 14 agosto 1925 (n° 17.017), diventando così uno dei cosiddetti Alter Kämpfer, poi automaticamente decorati con l'insegna d'oro. Poco dopo l'adesione, Simon fondò la Hochschulgruppe Frankfurt della Lega degli studenti nazionalsocialisti tedeschi e nel 1927 fu scelto dalla maggioranza degli studenti come Presidente del Comitato Generale degli Studenti. Fondò una filiale locale del NSDAP (Ortsgruppe) a Hermeskeil nell'autunno del 1926. Dopo aver completato gli studi nel maggio 1927, fu assunto come insegnante di economia a Völklingen. Prima che fosse passato un anno, però, lasciò la scuola e iniziò a lavorare a tempo pieno per il partito nazista su invito di Robert Ley, allora Gauleiter della Renania meridionale.
A partire dal 1928, Simon avanzò rapidamente nella gerarchia del Partito. Nel 1928 divenne NSDAP Bezirksleiter (leader distrettuale) per il distretto di Treviri - Birkenfeld e nel 1929 per il distretto di Coblenza - Treviri. Nel novembre 1929 fu eletto nel consiglio comunale di Coblenza e nel Landtag della provincia del Reno. Il 14 settembre 1930 fu eletto membro del Reichstag.
Il 1º giugno 1931, Adolf Hitler lo nominò Gauleiter della neonata Gau Koblenz-Trier. Nel 1933 Simon pubblicò un giornale nazista, il Coblenzer Nationalblatt, di cui fu redattore capo. Dopo la presa del potere nazista, il 10 aprile 1933 fu nominato Presidente del Landtag della Renania e nel luglio 1933 divenne membro del Consiglio di Stato prussiano. Nel 1934 venne nominato Consigliere provinciale prussiano per la Renania e, a settembre 1935, fu nominato membro dell'Accademia di diritto tedesco. A differenza della maggior parte degli altri Gauleiter, Simon non apparteneva alle SA o alle SS; fu un membro del Nationalsozialistisches Kraftfahrerkorps (NSKK) promosso a NSKK-Gruppenführer il 9 novembre 1935 e NSKK- Obergruppenführer il 30 gennaio 1939.
All'inizio della seconda guerra mondiale, Simon fu nominato membro del Comitato di difesa per il Wehrkreis XII che includeva il suo Gau, ribattezzato Moselland il 24 gennaio 1941. Il 16 novembre 1942, Simon fu nominato Commissario per la difesa del Reich (Reichsverteidigungskommissar) per il Gau: in questa veste, aveva la responsabilità della protezione civile, della difesa aerea e delle questioni di evacuazione, nonché del razionamento in tempo di guerra e della soppressione dell'attività del mercato nero.
Simon aveva la reputazione di essere un amministratore notoriamente corrotto. Considerato da molti come uno dei meno abili e più arroganti dei Gauleiter, la sua giurisdizione fu pesantemente attaccata proprio per la corruzione dilagante e il nepotismo. A causa della sua bassa statura e della sua personalità, fu soprannominato in modo derisorio il fungo di Hermeskeil.

## Capo dell'amministrazione civile in Lussemburgo
Dopo l'invasione e la conquista tedesca del 10 maggio 1940, il Granducato di Lussemburgo fu posto per la prima volta sotto l'amministrazione militare in Belgio e nella Francia settentrionale, al comando del General der Infanterie Alexander von Falkenhausen. Sotto questo comandante, Simon assunse l'amministrazione civile del Lussemburgo il 25 luglio 1940. Lo status di occupazione militare terminò il 2 agosto 1940, quando Simon fu nominato capo dell'amministrazione civile (Chef der Zivilverwaltung, CdZ) con decreto del Führer (Führererlass). Il suo rappresentante in questa funzione era il Regierungspräsident (presidente del distretto governativo) di Treviri, Heinrich Christian Siekmeier. Il loro compito fu quello di dotare il Granducato di Lussemburgo, ora CdZ-Gebiet Luxemburg, delle strutture amministrative tedesche e di prepararlo a diventare parte integrante del Reich tedesco.

### Assimilazione politica
Il 6 agosto 1940 Simon ordinò che tutte le funzioni di polizia fossero tolte alla gendarmeria lussemburghese e affidate alle unità di polizia tedesche. Il 14 agosto cancellò i riferimenti allo "Stato" o al "Granducato" del Lussemburgo e ne sospese la Costituzione. Il 26 agosto fu introdotto il Reichsmark come moneta e, il 20 gennaio 1941, il franco lussemburghese fu abolito. Tutti i partiti politici esistenti furono banditi e l'unica istituzione politica autorizzata fu la Volksdeutsche Bewegung il cui slogan fu Heim ins Reich. Il suo obiettivo dichiarato fu la piena incorporazione del Lussemburgo nella Germania nazista.
Il 23 ottobre 1940, Simon emise i proclami di scioglimento del Parlamento e del Consiglio di Stato. Nel gennaio 1941, tutti i lavoratori dovettero aderire al Fronte tedesco del lavoro. Il 30 agosto 1942, il Lussemburgo fu formalmente annesso al Reich tedesco, entrando a far parte del Gau Moselland. Simon ordinò che tutti i maschi lussemburghesi nati tra il 1920 e il 1924 fossero soggetti alla coscrizione militare obbligatoria nella Wehrmacht. Per protesta, il giorno successivo scoppiò uno sciopero generale, spietatamente represso da Simon: fu dichiarata la legge marziale, minacciò l'esecuzione sommaria dei lavoratori in sciopero a meno che non tornassero al lavoro nelle fabbriche e 20 leader dello sciopero furono giustiziati nel campo di concentramento di Hinzert, circa 2.000 persone furono arrestate e 290 studenti delle scuole superiori che avevano partecipato alla protesta furono deportati nei campi di “rieducazione” in Germania.

### Germanizzazione
Oltre all'assimilazione politica, Simon perseguì una politica di germanizzazione culturale dura e implacabile. Il 6 agosto 1940, ordinò la chiusura di tutte le scuole francesi e vietò l'uso della lingua francese e del dialetto lussemburghese: il tedesco fu dichiarato lingua ufficiale esclusiva per il governo, l'istruzione, i media, il diritto e l'economia. Tutte le insegne commerciali, le iscrizioni edilizie, la pubblicità e gli stampati, nonché tutti i segnali stradali, dovettero essere scritte in tedesco. Le violazioni furono punibili con la multa o la reclusione.
Il 31 gennaio 1941, Simon emise l'ordine secondo cui i lussemburghesi con nomi di battesimo non tedeschi o stranieri fossero tenuti ad adottare la versione tedesca del nome o, nel caso che tale forma non esistesse, a scegliere un nome di battesimo tedesco. Allo stesso modo, coloro il cui cognome fosse di origine tedesca, ma cambiato in seguito in una forma non tedesca, dovevano riprendere il cognome originale.

### Persecuzione ebraica e genocidio
Si stima che ci fossero circa 3.500 ebrei in Lussemburgo all'inizio dell'occupazione nazista e Simon iniziò immediatamente il processo per tentare di rendere l'area Judenfrei. Il 5 settembre 1940 emanò un ordine per l'espropriazione della popolazione ebraica. Questa fu seguita dall'introduzione delle leggi di Norimberga. Gli ebrei furono incoraggiati ad emigrare volontariamente, principalmente nella Francia di Vichy o in Portogallo. Nel settembre 1941, agli ebrei fu ordinato di indossare la Stella di David per l'identificazione, gli ebrei furono arrestati e confinati nel campo di internamento vicino a Troisvierges. Nell'ottobre 1941, solo circa 750 ebrei rimasero nel paese e iniziarono le deportazioni forzate nei ghetti o nei campi di sterminio nell'est. Quasi tutti furono deportati con la forza su otto trasporti tra l'ottobre 1941 e il settembre 1943. Si stima che dei 634 deportati, solo in 36 siano sopravvissuti: in totale, circa 1.945 ebrei lussemburghesi morirono alla fine della guerra.

## Cattura e morte
Simon fuggì dal Lussemburgo il 9 settembre 1944, prima dell'avanzata dell'esercito americano che entrò nella città di Lussemburgo senza combattere il giorno successivo. Il 25 settembre 1944, Simon fu nominato comandante della milizia nazista, il Volkssturm, nel Gau Moselland. Nella primavera del 1945, l'offensiva alleata continuò e la capitale del Gau, Coblenza, cadde il 19 marzo.
Simon fuggì verso est e, quando la guerra finì a maggio, si nascose a Upsprunge, in Westfalia, usando il nome da nubile di sua madre, Woffler, fingendosi un giardiniere. Il 10 dicembre 1945 fu sequestrato dal capitano britannico Hanns Alexander. Il giorno successivo fu portato in una prigione dell'esercito britannico a Paderborn dove tentò senza successo di uccidersi tagliandosi i polsi.
Dopo la sua morte il 18 dicembre 1945, persistevano diverse voci contraddittorie sul luogo e sulle circostanze della morte di Simon. Le versioni della storia sono fondamentalmente due:
- La versione ufficiale narra che Simon sia morto a Paderborn, come registrato sul certificato di morte (numero di registrazione 66/1946, febbraio 1946): riporta che Simon si sia impiccato nella sua cella con una corda ricavata dalla sua biancheria da letto, poco prima di essere consegnato al Lussemburgo.[16]

- La seconda versione, non ufficiale, narra che Simon sia morto in Lussemburgo. Dopo che l'amministrazione dell'occupazione britannica accettò di consegnarlo, sarebbe stato portato in auto da due lussemburghesi da Paderborn alla città di Lussemburgo per poi essere portato in tribunale. Poco prima di raggiungere il Lussemburgo, a Waldhaff, ci fu un incidente provocato dallo stesso Simon in cui però rimase ucciso. Questa versione vuole che per insabbiare l'omicidio, i media, tra cui l'agenzia DANA (Deutsch-Amerikanische Nachrichtenagentur) e il Tageblatt, siano stati informati dal capitano Alexander del "suicidio a Paderborn".[17]

In ogni caso, il corpo di Simon fu portato nel carcere di Grund, un quartiere della capitale, dove fu fotografato dalla stampa, e poi sepolto. La morte prematura di Simon vanificò qualsiasi processo. La versione ufficiale dell'omicidio fu posta sotto indagine usando gli studi basati sui documenti d'archivio sia britannici che lussemburghesi.
Thomas Harding rivelò che il suo prozio, Hanss Alexander, fu ritenuto coinvolto nell'omicidio dalla sua famiglia:
Questa versione alternativa è rafforzata da varie incongruenze con la versione ufficiale: perché, ad esempio, se Simon si era suicidato in prigione il 18 dicembre 1945, è stato rilasciato un certificato di morte solo l'8 febbraio 1946, due mesi dopo la sua morte? Allo stesso modo, come potrebbe un uomo che era alto circa 1,6 m appendersi da un letto che era alto 1,4 m? Anche se una tale impresa era tecnicamente possibile, come poteva la guardia appostata fuori dalla sua porta a sorvegliare, per ventiquattro ore al giorno, non essersi accorta di ciò che stava accadendo all'interno della cella? Infine, se il suicidio era avvenuto, perché così tante persone si erano fatte avanti dicendo che la versione ufficiale era falsa? 
Secondo questo racconto non ufficiale, l'omicidio fu motivato o da collaboratori lussemburghesi, che non volevano che Simon rivelasse le loro identità in tribunale o da partigiani, arrabbiati per il trattamento di Simon dei nazionalisti ed ebrei lussemburghesi.»